# Tordueles
Tordueles es una localidad del municipio burgalés de Quintanilla del Agua y Tordueles, en la Comunidad Autónoma de Castilla y León (España). 
La iglesia está dedicada a santa María.

## Localidades limítrofes
Confina con las siguientes localidades:
- Al noreste con Puentedura.
- Al este con Ura.
- Al sureste con Cebrecos.
- Al sur con Nebreda.
- Al sureste con Solarana y Castrillo de Solarana.
- Al oeste con Revilla-Cabriada.
- Al noroeste con Quintanilla del Agua.

## Demografía
| Gráfica de evolución demográfica de Tordueles entre 1842 y 1970 |
| |
| Población de derecho según los censos de población del INE Población de hecho según los censos de población del INEEntre el censo de 1981 y el anterior, este municipio desaparece porque se agrupa en el municipio Quintanilla Tordueles. |

| Gráfica de evolución demográfica de Tordueles entre 2000 y 2017    |
|                                                                    |
| Población de derecho (2000-2017) según el padrón municipal del INE |

## Historia
Así se describe a Tordueles en el tomo XV del Diccionario geográfico-estadístico-histórico de España y sus posesiones de Ultramar, obra impulsada por Pascual Madoz a mediados del siglo XIX:

Lugar con ayuntamiento en la provincia, audiencia territorial, capitanía general y diócesis de Burgos (7 leguas), partido judicial de Lerma (2). Situado en llano, a la margen del río Arlanza, con buena ventilación y clima frío, pero saludable; las enfermedades comunes son fiebres intermitentes y biliosas. Tiene 70 casas; varios pajares y corrales; escuela de instrucción primaria común a ambos sexos, dotada con 20 fanegas de centeno; una iglesia parroquial (la Natividad de Nuestra Señora), servida por un cura párroco; próximo a la población se halla el cementerio. El término confina N Quintanilla del Monte; E Urá; S Cebrecos, y O el despoblado de Torrecilla; en él se encuentra la ermita de San Roque, en la cuesta de las Bodegas. El terreno participa de llano y monte poblado de encinas; le fertiliza el río mencionado, que lleva mucho caudal de aguas, su cauce es profundo, excepto a las cercanías de la población, por donde suelen acontecer desbordaciones; es memorable la ocurrida en 24 de febrero de 1788. Los caminos son comunales, de herradura y carreteros, para los pueblos comarcanos, y la Sierra de Soria desde Lerma. Producciones: cereales, legumbres, patatas, cáñamo, miel, cera y vino; cría ganado lanar, cabrío y vacuno; caza de perdices, conejos y liebres, y pesca de truchas, barbos y anguilas. Población: 91 vecinos, 334 almas. Capital productivo: 2.209.400 reales. Imponible: 206.075. Contribución: 1.843 reales, 17 maravedíes.
Diccionario geográfico-estadístico-histórico de España y sus posesiones de Ultramar